# China Girl: The Classical Album 2
China Girl: The Classical Album 2 è un album in studio della musicista thailandese naturalizzata britannica Vanessa-Mae, pubblicato nel 1997.

## Il disco
Il disco contiene solo tre tracce:
- La prima è una registrazione di Butterfly Lovers' Violin Concerto, uno dei più famosi brani per orchestra della musica cinese eseguito con la London Philharmonic Orchestra diretta da Viktor Fedotov.
- La seconda è una fantasia della Turandot di Giacomo Puccini eseguita con l'Orchestra della Royal Opera House diretta da Viktor Fedotov.
- La terza è un brano di Vanessa-Mae e Andy Hill eseguito con l'Orchestra della Royal Opera House e con il Chinese Ladies' Choir.

## Tracce
1. Butterfly Lovers Violin Concerto – 26:39
2. Violin Fantasy on Puccini's 'Turandot' – 11:24
3. Happy Valley - The 1997 Re-unification Overture – 6:33